# Hàm Đan Thuần
Hàm Đan Thuần (giản thể: 邯郸淳; phồn thể: 邯鄲淳; bính âm: Handan Chun; 132 – 221), hay Hàm Đan Phù (邯鄲浮), họ Hàm Đan, tự Tử Thúc (子叔) hay Tử Thục (子淑), lại có tự khác là Tử Lễ (子禮), là thư pháp gia, nhà văn, quan viên thời Đông Hán và Tào Ngụy thời Tam Quốc trong lịch sử Trung Quốc.

## Cuộc đời
Hàm Đan Thuần quê ở huyện Dương Địch, quận Dĩnh Xuyên, Duyện Châu. Thời trẻ, Lộ Túy bỏ nhà đến kinh đô Lạc Dương, theo học thư pháp gia Tào Hỉ. Tào Hỉ vốn là bí thư lang cuối thời Hán Minh Đế (những năm 76–84), chuyên về chữ tiểu triện. Hàm Đan Thuần được danh sư chỉ bảo, lại chăm chỉ chịu khó, thông hiểu được các thể thư pháp, thậm chí cả đại triện.
Thời Hán Hoàn Đế, Hàm Đan Thuần bái Độ Thượng làm thầy, theo học Dịch, Thượng thư. Năm 151, Độ Thượng nhận chức huyện lệnh Thượng Ngu, Thuần đi theo. Độ Thượng đến sông Thượng Ngu, cảm động trước tấm lòng hiếu thảo của Tào Nga, lập bia kỷ niệm, sai học trò Hàm Đan Thuần viết văn bia. Thái Ung khi đó đang sống lưu vong, đọc được văn bia, khen ngợi tám chữ "Hoàng quyên ấu phụ, ngoại tôn tê cữu." (黃絹幼婦, 外孫齏臼). Về sau, Tào Tháo cùng Dương Tu mới giải nghĩa được tám chữ này có nghĩa là "Tuyệt diệu hảo từ" (絶妙好辤).
Những năm 190–193 thời Hán Hiến Đế, Hàm Đan Thuần trốn tránh chiến loạn, đến Kinh Châu tị nạn, được Lưu Biểu thu nhận, cho làm môn hạ khách. Năm 208, Tào Tháo xuôi nam đánh Kinh Châu, Thuần theo Lưu Tông đầu hàng. Tào Tháo hiểu thư pháp, biết tiếng tăm của Thuần, bèn triệu đến gặp mặt.
Sau trận Xích Bích, Hàm Đan Thuần theo quân Tào Tháo rút về phía bắc. Bấy giờ, Tào Phi với Tào Thực đang tranh chấp ngôi vị thừa kế, đều muốn lôi kéo Hàm Đan Thuần về phía mình. Tào Tháo khi đó thiên vị Tào Thực, lệnh cho Hàm Đan Thuần trở thành phụ tá của Thực. Tào Thực được Thuần đến phụ tá, rất mừng, mở tiệc chiêu đãi. Thực học theo Chu Văn lấy Dương Tu, Đinh Nghi, Đinh Dị, Hàm Đan Thuần làm tứ hữu.
Năm 220, Tào Tháo chết bệnh, Tào Phi soán vị lên ngôi, tức Ngụy Văn Đế, lấy Hàm Đan Thuần làm bác sĩ, cấp sự trung. Trong khi đó, vây cánh của Tào Thực là bọn Nghi, Dị đều bị giết chết. Hàm Đan Thuần vì báo ơn không giết, sáng tác Đầu hồ phú, lời thơ dào dạt, được Tào Phi ban thưởng ngàn tấm lụa bạch. Tào Phi sau đó sai Hàm Đan Thuần dùng đại triện, tiểu triện, lệ thư ba kiểu chữ thư pháp để khắc các kinh điển Nho học vào đá, đời sau gọi là Chính Thủy tam thể thạch kinh.

## Tác phẩm
Ngoài các văn bia, Hàm Đan Thuần còn để lại các tác phẩm văn học Giang thức luận thư biểu, Thư đoạn, Tiếu lâm, Nghệ kinh. Thơ của Hàm Đan Thuần còn lại duy nhất một đầu Tặng Ngô Xử Huyền thi.
Tiếu lâm (笑林) gồm 3 quyển, là tập truyện cười đầu tiên trong lịch sử văn học Trung Quốc, là dấu mốc đánh dấu truyện cười trở thành một dòng tác phẩm được xuất bản độc lập. Nguyên tác của tác phẩm đã thật lạc, nay chỉ còn một số truyện được Lỗ Tấn tập hợp trong Cổ tiểu thuyết câu trâm.

## Trong văn hóa
Hàm Đan Thuần không xuất hiện trong tiểu thuyết Tam quốc diễn nghĩa của La Quán Trung.